# Giovanni Bertati
Giovanni Bertati (Martellago, 10 de juliol de 1735 - Venècia, desembre de 1815) fou un llibretista italià.
El 1763 va escriure el seu primer llibret, La morte di Dimone, amb música d'Antonio Tozzi. Dos anys més tard, L'isola della Fortuna, amb música d'Andrea Luchesi i llibret de Bertati es va dur a terme a Viena. Durant el 1770, Bertati va visitar Viena en diverses ocasions, on va col·laborar amb Baldassare Galuppi. L'emperador Leopold II va concedir a Bertati el títol de Poeta de la cort de l'òpera italiana a Viena, anteriorment en mans de Lorenzo Da Ponte, que, un any abans, va caure en desgràcia amb l'emperador.